# Николаевка (Выгоничский район)
Николаевка (также называлась Красная Николаевка, Никольская) — деревня в Выгоничском районе Брянской области, в составе Выгоничского городского поселения. Расположена в 2,5 км к северу от села Городец. Население — 15 человек (2010 год).

## История
Упоминается с XIX века; бывшее владение Дубровольского. До 1922 года в Трубчевском уезде (Красносельская, с 1910 Кокинская волость); в 1922—1929 в Выгоничской волости Бежицкого уезда; с 1929 в Выгоничском районе, а в период его временного расформирования (1932—1939, 1963—1977) — в Брянском районе.
С 1920-х гг. до 2005 года входила в Городецкий сельсовет.
| Годы      | 1866 | 1886 | 1926 | 1979 | 1989 | 2002 | 2010 |
| --------- | ---- | ---- | ---- | ---- | ---- | ---- | ---- |
| Население | 60   | 108  | 165  | 74   | 36   | 30   | 15   |